# Sagrado
Sagrado (en friülà, Sagrât, en eslovè, Zagraj) és un municipi italià, dins de la província de Gorizia. L'any 2007 tenia 2.236 habitants. Limita amb els municipis de Doberdò del Lago, Farra d'Isonzo, Fogliano Redipuglia, Gradisca d'Isonzo i Savogna d'Isonzo. Conté les fraccions de Peteano, Poggio Terza Armata i San Martino del Carso.

## Administració
| Període | Identitat       | Partit         |
| ------- | --------------- | -------------- |
| 2004-   | Elisabetta Pian | Centreesquerra |